# Dioscorea hunzikeri
Dioscorea hunzikeri là một loài thực vật có hoa trong họ Dioscoreaceae. Loài này được Xifreda mô tả khoa học đầu tiên năm 1985.